# Bitwa pod Aldenhoven
Bitwa pod Aldenhoven – bitwa z czasów wojny Francji z pierwszą koalicją. Stoczona 2 października 1794 roku przez armie francuską i austriacką w okolicach Akwizgranu, obok miejscowości Aldenhoven, skończyła się zwycięstwem Francuzów.